# Warkings
Warkings ist eine multinationale Power-Metal-Band um den österreichischen Sänger Georg Neuhauser von Serenity. Die Band tritt unter Pseudonym auf und steht derzeit bei Napalm Records unter Vertrag.

## Bandgeschichte
Die Band tritt unter Pseudonymen und mit Maskierung auf, wobei jedes Bandmitglied einen „Warking“ aus einer anderen Zeitepoche darstellt. Sänger und Mastermind Georg Neuhauser von Serenity stellt einen Tribun dar, dazu kommen ein nordischer Krieger („Viking“), ein Kreuzritter („Crusader“) und ein Spartiat („Spartan“). Das Konzept der Band sieht vor, dass diese vier „Kriegskönige“ sich in Valhalla getroffen haben, eine Band gründeten und von Odin auf die Erde geschickt wurden, um den Metal zu verbreiten. Musikalisch handelt es sich um Power Metal im Stile von Hammerfall, Sonata Arctica oder den konzeptuell ähnlich aufgestellten Brothers of Metal. Die Texte handeln überwiegend von Schlachten, die die vier Charaktere selbst erlebt haben sollen. Auch die Interviews werden, ähnlich wie bei Gwar, „in character“ geführt.
Nach der ersten Single Gladiator erschien am 16. November 2018 das Debütalbum Reborn, bei dem als Gastsänger Melissa Bonny (ex-Evenmore, ex-Rage Of Light und  Ad Infinitum) als „Queen of the Damned“, „Sir“ Jan „of“ Vacik (ex-Serious Black), Fabio D’Amore (von Serenity, als Fabius Damores) und Thomas Gurrath als „Mr. Debauchery“ (von Debauchery) mitwirkten. Bei der anschließenden Tour trat Melissa Bonny auch mit der Band auf. Das Album erreichte Platz 70 der österreichischen Charts. Am 31. Juli 2020 erschien das zweite Album Revenge. Auch hier war Melissa Bonny wieder als Gastsängerin dabei. Es erreichte Platz 29 der deutschen Charts.
Im Herbst 2022 spielten sie als Vorband von Powerwolf, auf deren Wolfsnächte 2022 Tour durch Europa. Seit 2022 ist Morgana le Fay (Secil Sen) festes Mitglied der Band.

## Diskografie

### Alben
| Jahr | Titel Musiklabel          | Höchstplatzierung, Gesamtwochen, AuszeichnungChartplatzierungen (Jahr, Titel, Musiklabel, Platzierungen, Wochen, Auszeichnungen, Anmerkungen) | Höchstplatzierung, Gesamtwochen, AuszeichnungChartplatzierungen (Jahr, Titel, Musiklabel, Platzierungen, Wochen, Auszeichnungen, Anmerkungen) | Höchstplatzierung, Gesamtwochen, AuszeichnungChartplatzierungen (Jahr, Titel, Musiklabel, Platzierungen, Wochen, Auszeichnungen, Anmerkungen) | Anmerkungen                             |
| Jahr | Titel Musiklabel          | DE | AT | CH | Anmerkungen                             |
| ---- | ------------------------- | --- | --- | --- | --------------------------------------- |
| 2018 | Reborn Napalm Records     | — | AT70 (1 Wo.)AT | — | Erstveröffentlichung: 16. November 2018 |
| 2020 | Revenge Napalm Records    | DE29 (1 Wo.)DE | AT40 (1 Wo.)AT | CH24 (1 Wo.)CH | Erstveröffentlichung: 31. Juli 2020     |
| 2021 | Revolution Napalm Records | DE13 (2 Wo.)DE | AT34 (1 Wo.)AT | CH17 (1 Wo.)CH | Erstveröffentlichung: 20. August 2021   |
| 2022 | Morgana Napalm Records    | DE10 (1 Wo.)DE | — | CH33 (1 Wo.)CH | Erstveröffentlichung: 11. November 2022 |
| 2025 | Armageddon Napalm Records | DE6 (1 Wo.)DE | AT10 (1 Wo.)AT | CH38 (1 Wo.)CH | Erstveröffentlichung: 4. Juli 2025      |

### Singles
- 2018: Gladiator
- 2018: Hephaistos
- 2018: The Last Battle
- 2019: Sparta
- 2020: Warriors
- 2020: Maximus
- 2020: Odin’s Sons
- 2021: Fight
- 2021: Spartacus
- 2021: We Are the Fire
- 2022: Monsters
- 2022: To the King
- 2022: Hellfire
- 2023: Heart of Rage
- 2025: Armageddon
- 2025: Genghis Khan (feat. Orden Ogan)
- 2025: Kings of Ragnarök
- 2025: Hangman’s Night (feat. Dominum)